# Breitfrontzug
Der Breitfrontzug ist ein Begriff aus der Ornithologie. Er bedeutet, dass die Vögel – im Gegensatz zum Schmalfrontzug – ein Zuggebiet breitflächig ohne besondere Zugstraße in der gewählten Zugrichtung überfliegen. Ob geographische Barrieren wie Gebirge, Meere oder Wüsten dabei umgangen oder direkt überflogen werden, ist von Art zu Art verschieden. Werden die Hindernisse umflogen, gelangen auch Breitfrontzieher kurzzeitig in sogenannte Zugtrichter. 
Diese Zugstrategie trifft auf die meisten Arten zu. Nur Zugvögel, die auf ihrem Weg an gewisse Rastplätze gebunden sind oder bestimmte thermische Gegebenheiten benötigen (wie etwa Störche, viele Wasservögel, Kraniche) ziehen auf Zugstraßen in schmaler Front.